# Teatro Víctor Raúl Lozano Ibáñez
El Teatro Víctor Raúl Lozano Ibáñez o Teatro UPAO es un escenario multipropósito ubicado en Trujillo, Perú.
Es considerado el segundo teatro más importante del Perú y el más importante fuera de Lima. Cuenta con una capacidad de 1,107 personas. Fue inaugurado el 12 de agosto de 2017 y se encuentra ubicado la Av. César Vallejo 13008, urbanización Monserrate UPAO, a su vez es administrado por la Universidad Privada Antenor Orrego.

## Historia

### Inauguración
Fue inaugurado el 12 de agosto de 2017, en la ciudad de Trujillo, con la asistencia de la entonces vicepresidenta Mercedes Aráoz, la rectora de la Universidad Privada Antenor Orrego, la cantante Susana Baca, entre otros artistas. Además contó con la presentación del tenor peruano Juan Diego Flórez junto a Vincenzo Scalera y de la orquesta musical infantil de Sinfonía por el Perú.
La directora, Bertha Malabrigo de Vertíz sobre el teatro Víctor Raúl Lozano Ibáñez estimo que «podría ser comparado con el teatro Nacional de Lima, no solo por su trayectoria contemplada sino por la oportunidad que brinda al talento nacional, su equipamiento y gran proyección».

## Directores
- Bertha Malabrigo de Vértiz (2017-actualidad)[7]

## Conciertos
| Año  | Artista                | Fecha            |
| ---- | ---------------------- | ---------------- |
| 2019 | Fito Páez              | 24 de abril      |
| 2019 | Los Kjarkas            | 12 de Junio      |
| 2019 | Eva Ayllón             | 29 y 30 de Junio |
| 2022 | Vilma Palma e Vampiros | 3 de Mayo        |
| 2022 | Rata Blanca            | 30 de Julio      |
| 2022 | William Luna           | 3 de Septiembre  |
| 2022 | Campo de Almas         | 9 de Septiembre  |
| 2022 | Amén                   | 29 de Septiembre |
| 2022 | Andrés Calamaro        | 13 de Octubre    |